# STS-61-G
STS-61-G seria uma missão da NASA realizada pelo ônibus espacial Atlantis. O lançamento estava previsto para 20 de maio de 1986, contudo foi cancelada após o desastre do Challenger.

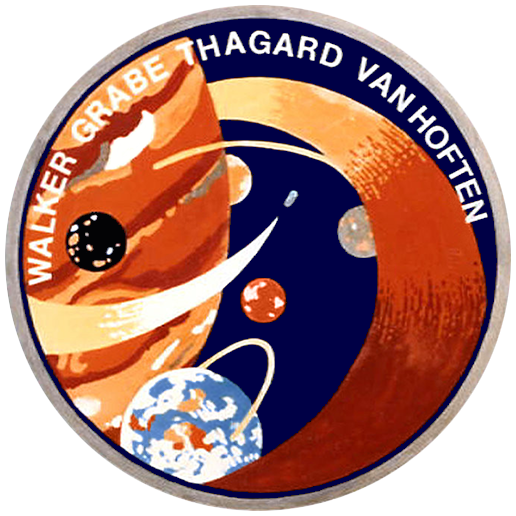
Insignia da missão STS-61-G

## Tripulação
- David Walker: Comandante
- Ronald Grabe: Piloto
- Norman Thagard: Especialista de Missão 1
- James van Hoften: Especialista de Missão 2

## Objetivos
Missão planejada para o lançamento da sonda Galileu  destinada a estudar o planeta Júpiter  e seus principais satélites, em sua rota, fotografaria pela primeira vez um asteróide, o 29 Amphitrite, em dezembro de 1986. Cancelada após o desastre da Challenger em 1986, e posteriormente  lançada como missão STS-34 em outubro de 1989, com significativas mudanças na rota. Já que a Galileu foi obrigada a usar um propulsar menos potente que o previsto em 1986. A sonda espacial acabou sendo lançada em direção a Vênus para ser redirecionada, por duas vezes, para Terra e finalmente através do impulso gravitacional destes planetas chegar até Júpiter. No caminho fotografou os asteróides 951 Gaspra e 243 Ida.

## Referência
1. ↑  «Space Shuttle Shedule 1986» (PDF). Flight International. Consultado em 28 de fevereiro de 2008
2. ↑  «'86 declared year of space science» (PDF). Space News Roundup. Consultado em 21 de março de 2008